# Eiderdaune

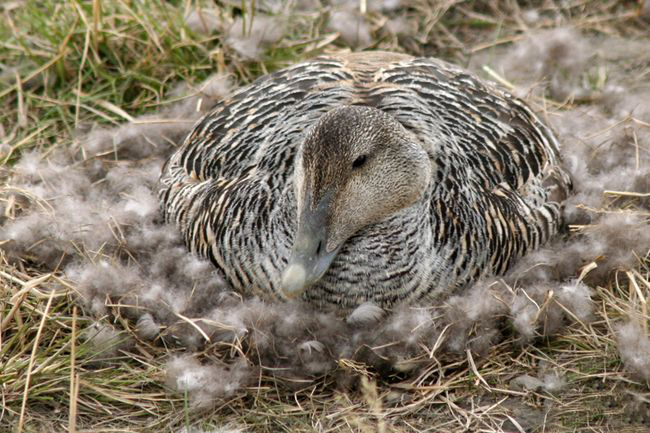
Eiderentenweibchen mit Daunen im Nest

Die Eiderdaune stammt von der Eiderente. Diese ist an den Küsten der Nordmeere, in ganz Skandinavien, vor allem in Island, aber auch in Schleswig-Holstein/Eiderstedt heimisch. Anders als die meisten anderen Daunen ist die Eiderdaune nicht ein Schutz der Ente vor der Kälte, sondern dient als Schutz für deren Brut.

## Beschaffenheit und natürliche Verwendung
Die Eiderente staffiert mit den Daunen ihre Nester aus, um das Gelege vor der eisigen Kälte und den Winden des nördlichen Klimas zu bewahren. Sie haben eine bräunliche Färbung, sind größer, feiner und dichter verästelt als andere Daunen. Ihre Mikrostruktur ist besonders wärmedämmend und hat eine klettartige Struktur. Die Klettstruktur verhindert in der Natur, dass die Daunen davongeweht werden. Sie verhaken sich aneinander und bilden so Daunenknäuel. Die individuellen Qualitätsunterschiede zwischen verschiedenen Tieren und Kolonien können beträchtlich sein.

## Wirtschaftliche Nutzung
Der Verwendungszweck in der Natur hat der Eiderdaune herausragende Eigenschaften verliehen, die sie zu einem besonders edlen Füllmaterial in Bettwaren macht. Aufgrund ihrer Klettstruktur kann bei geringem Füllgewicht eine sehr warme, leichte Decke produziert werden. Diese Eigenschaft macht es unnötig, Eiderdaunenduvets in einen sonst bei Daunen üblichen dichten Percal- oder cambric-Bezug zu füllen. Nach Belieben können auch ganz edle Seidendamaste oder Seidensatin genommen werden.
Eine gezielte Ausbeute der Eiderdaunen begann in Helgeland (Norwegen) bereits in der Ur- und Frühgeschichte, und Eiderenten wurden bereits im 9. Jahrhundert wegen ihrer Daunen gehalten. Die Daunen wurden 890 als fugela feđerum gehandelt oder als steuerliche Abgabe zwischen Norwegen und Finnland verwendet. Die deutschsprachige Bezeichnung der Eiderente bürgerte sich durch den Daunenhandel ein. Sowohl die Bezeichnung für den Vogel als auch seine Federn sind dem isländischen æðr entlehnt. Auch die wissenschaftliche Artbezeichnung der Eiderente weist mit ihrem Epitheton mollissima auf die besonders weichen Federn dieser Enten hin.

### Entnahme
Das Erntegut wird geklopft, um es von fremden Bestandteilen zu trennen. Eiderdaunen sind das teuerste Füllgut für Daunendecken. Die Preise schwanken nach Tageskurs bzw. Erhältlichkeit. Für Decken der Größe 135 × 200 cm genügen 600–700 g Eiderdaunen für eine angenehme Ganzjahresdecke. Für die Konfektion werden feinste Mako-Daunenbatiste mit höchsten Fadenzahlen (NM200) verwendet.
Da die Nestlinge ohne Wärmedämmung erfrieren, wurden schon im 19. Jahrhundert Schutzmaßnahmen ergriffen. Gemeinden im nördlichen Norwegen begannen um 1890, die Nester vor unkontrollierten massiven Entnahmen zu schützen. Eiderentenkolonien stehen daher regelmäßig unter Beobachtung. Das Entnehmen von Eiderdaunen ist nach dem Washingtoner Artenschutzübereinkommen während der Brutsaison strafbar und auch in Deutschland verboten. In einigen nordischen Ländern werden jedoch teilweise Daunen während der Brut gegen Heu ausgetauscht. Der internationale Handel verläuft weitgehend unreguliert, im Vertrauen auf die lokalen Schutzmaßnahmen.

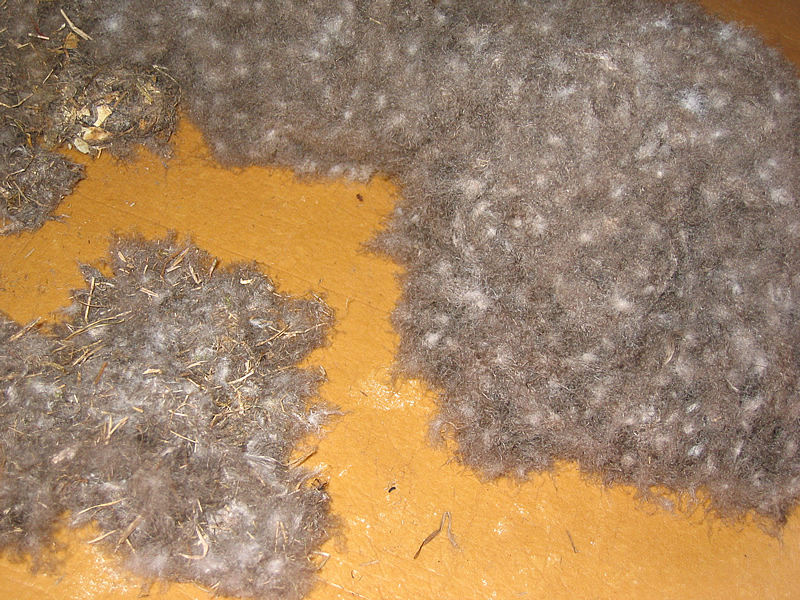
Ungereinigte Daunen
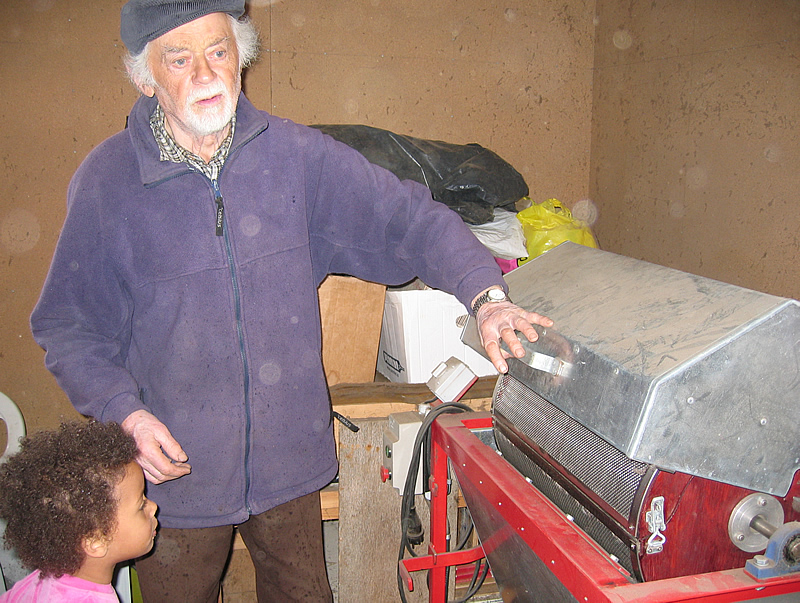
Reinigen der Daunen
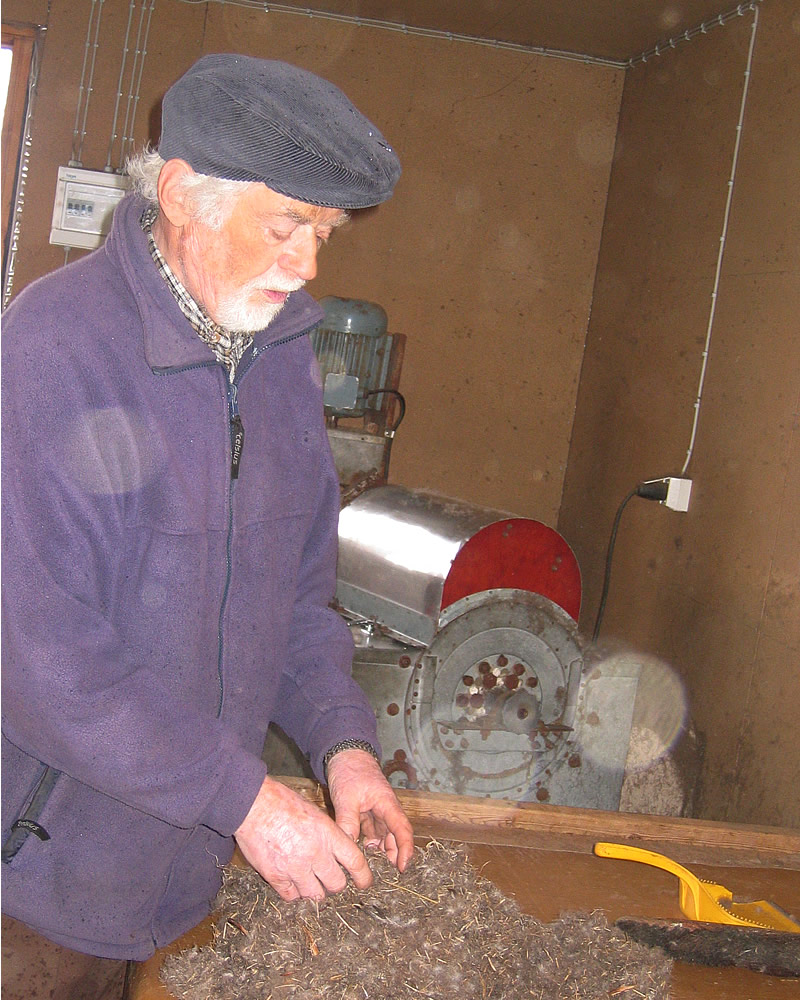
Reinigen der Daunen